# Jovanka Radičević
Jovanka Radičević (en monténégrin : Јованка Радичевић), née le 23 octobre 1986 à Titograd en Yougoslavie (aujourd'hui Podgorica au Monténégro), est une handballeuse internationale monténégrine évoluant au poste d'ailière droite. En 2020, pour sa quatrième participation aux Jeux olympiques, elle est, avec Draško Brguljan, la porte-drapeau du Monténégro aux Jeux olympiques d'été de 2020.

## Biographie
Après 7 années passées dans au Budućnost Pogdorica, elle décide de rejoindre le club hongrois de Győri ETO KC en 2011. Après une victoire en 2013 dans cette compétition, elle s'engage pour le Vardar Skopje où elle rejoint de nombreuses joueuses stars dans une équipe montée de toutes pièces en vue de remporter la Ligue des Champions. Elle y retrouve notamment Andrea Lekić, Julija Nikolić et Begoña Fernández,. Elle ne parvient toutefois pas à remporter une nouvelle fois la compétition reine, devant se contenter de deux finales et trois troisièmes places.
Le milliardaire Samsonenko ayant décidé de ne plus miser sur le Vardar, Radičević quitte le club en 2018 pour le club roumain du CSM Bucarest. Après une saison, elle retrouve en 2019 le club de ses débuts, le Budućnost Pogdorica

## Palmarès

### En sélection
Jeux olympiques
- Médaille d'argent aux Jeux olympiques de 2012[4]
- 11e place aux Jeux olympiques de 2016
- 6e place aux Jeux olympiques de 2020

Championnats d'Europe
- 6e place au Championnat d'Europe 2010
- Médaille d'or au Championnat d'Europe 2012
- 4e place au Championnat d'Europe 2014
- 9e place au Championnat d'Europe 2018
- 8e place au Championnat d'Europe 2020
- Médaille de bronze au Championnat d’Europe 2022

Championnats du monde
- 10e place au Championnat du monde 2011
- 11e place au Championnat du monde 2013
- 8e place au Championnat du monde 2015
- 6e place au Championnat du monde 2017
- 5e place au Championnat du monde 2019

Jeux méditerranéens
- Médaille de bronze aux Jeux méditerranéens de 2009

### En club
compétitions internationales
- vainqueur de la Ligue des champions (C1) (1) : 2013 (avec Győri ETO KC)
  - Finaliste en 2012, 2017, 2018
  - 3e place en 2014, 2015, 2016
- vainqueur de la Coupe des vainqueurs de coupe (C2) (2) : 2006 et 2010 (avec Budućnost Pogdorica)

compétitions nationales
- vainqueur du Championnat de Serbie-et-Monténégro (2) en 2005 et 2006
- vainqueur de la coupe de Serbie-et-Monténégro (2) en 2005 et 2006
- vainqueur du Championnat du Monténégro (6) en 2007, 2008, 2009, 2010, 2011 et 2021
- vainqueur de la coupe du Monténégro (7) en 2007, 2008, 2009, 2010, 2011, 2020 et 2021
- vainqueur du Championnat de Hongrie (2) en 2012 et 2013
- vainqueur de la coupe de Hongrie (2) en 2012 et 2013
- vainqueur du Championnat de Macédoine (5) en 2014, 2015, 2016, 2017 et 2018
- vainqueur de la coupe de Macédoine (5) en 2014, 2015, 2016, 2017 et 2018

### Récompenses individuelles
- élue meilleure ailière droite du championnat d'Europe (3) : 2012, 2020 et 2022
- élue meilleure ailière droite du championnat du monde (2) : 2015,  2019
- élue meilleure ailière droite de la Ligue des champions (4) : 2014, 2016, 2019, 2020
- meilleure buteuse de la Ligue des champions (1) : 2020